# Patologia vegetale
La patologia vegetale, o fitopatologia, è la branca della botanica che studia le malattie provocate alle piante da organismi nocivi e le alterazioni delle piante dovute ad agenti di inquinamento e a fisiopatie causate da fattori climatici (clima) e/o meteorologici (meteorologia) e/o pedologici (pedologia) e/o nutrizionali.
Le avversità responsabili delle malattie delle piante appartengono a categorie diverse, potendo essere dei fattori naturali (abiotici) (temperatura, luce, umidità) non ottimali oppure da fattori biotici (competizione di organismi).
Convenzionalmente gli organismi nocivi alle piante vengono suddivisi nei seguenti gruppi:
- Insetti
- Acari
- Nematodi
- Molluschi
- Mammiferi roditori
- Fanerogame parassite
- Crittogame

- Funghi
- Batteri
- Virus
- Viroidi e Fitoplasmi

Le avversità ambientali vengono invece suddivise nei seguenti gruppi:
- Condizioni meteorologiche e pedo-climatiche sfavorevoli
- Agenti di inquinamento

La patologia vegetale propriamente detta studia le malattie delle piante provocate dalle avversità ambientali, dagli organismi patogeni (funghi, batteri, virus, viroidi e fitoplasmi) e dalle fanerogame parassite, mentre le alterazioni provocate dagli ectoparassiti animali sono studiate dall'entomologia agraria, dalla nematologia e dalla parassitologia vegetale.

## Difesa dalle avversità
Le patologie dei vegetali possono essere prevenute o limitate negli effetti dannosi, con interventi agronomici (arature profonde, potature, rotazioni colturali, concimazioni, ecc.) e di difesa dal freddo che si affiancano ai sistemi di lotta meccanici, fisici, biologici e chimici; i sistemi meccanici consistono nell'asportazione delle parti del vegetale colpite dalla malattia, nell'eliminazione diretta dei fitofagi con vari espedienti e nell'energica spazzolatura delle superfici interessate da attacchi superficiali di insetti o crittogame; i sistemi fisici comprendono l'uso del fuoco per distruggere residui di potatura contaminati da organismi nocivi, del calore per disinfestare semi e bulbi e l'uso di trappole adesive colorate, che sfruttano l'attrazione esercitata sugli insetti da alcuni colori; i sistemi biologici consistono nell'adoperare contro gli organismi nocivi altri organismi viventi che ne sono i nemici naturali; gli interventi chimici invece consistono nel somministrare fitofarmaci appropriati, in funzione dell'agente patogeno da combattere e di scelte tecnico-economiche. Avremo anticrittogamici per i funghi, insetticidi per la lotta agli insetti, acaricidi contro gli acari, nematocidi contro i nematodi, molluschicidi contro i molluschi, erbicidi per le piante parassite o infestanti, rodenticidi per i roditori. La lotta integrata consiste nella combinazione di tutti i mezzi di lotta (fisici, chimici, biologici ecc) disponibili per la protezione delle piante contro gli organismi nocivi.

## Aspetti agronomici
La Patologia vegetale, o Fitopatologia, in quanto disciplina che studia le altrazioni della morfologia e della fisiologia delle piante, quando è applicata alle piante agrarie si occupa soprattutto dei fattori che causano riduzione della produttività.
Secondo le cause di ciascuna alterazione essa si connette alla Fisiologia vegetale, per le alterazioni dovute a carenze dei fattori abiotici (luce, acqua, elementi chimici del suolo), alla Virologia, per le alterazioni prodotte da virus, alla Batteriologia, per quelle prodotte da batteri, alla Micologia, per quelle provocate da funghi microscopici (le crittogame), tre branche della Microbiologia, e inoltre all'Entomologia, per le alterazioni provocate da insetti e alla Nematologia, per le alterazioni provocate da nematodi. Si connette, quindi, alla Fitoiatria, che individua i mezzi di cura, fisici o chimici, e alla Fitofarmacia, che suggerisce le sostanze chimiche in grado di eliminare gli effetti di un fenomeno patologico.

### La storia
Dai secoli più remoti gli agricoltori hanno cercato di ricorrere, contro i danni ai raccolti prodotti dalle alterazioni delle piante coltivate, a pratiche magiche o superstiziose. Lo studio scientifico della materia cominciò nel Settecento quando il fondatore della fitopatologia moderna, il fiorentino Giovanni Targioni Tozzetti, nella propria opera fondamentale, l'Alimurgia, propose un colorito elenco di pratiche in uso al suo tempo, tra le quali quella di bruciare scorpioni vivi, annotando, icastico, che "farebbero il medesimo effetto anche morti", e quella di ardere un corno sinistro di bove, che uno scrittore di magia ha suggerito dietro consiglio, precisa, dell'arcidiavolo Berizio, che il naturalista fiorentino commenta rilevando che "avrebbe uguale virtù anche il destro". Sembrano due commenti ovvi, non lo sono per lo storico della scienza, che misura l'immensità del distacco intellettuale che occorre, nel 1767, per irridere le pratiche magiche, dopo la soglia del Duemila ancora praticate, con piena credulità, da nuovi adepti della magia rurale.
Giovanni Targioni Tozzetti crea la disciplina decifrando la causa della terribile carestia che infierisce, nell'Italia centrale, tra il 1765 ed il 1767, che individua nell'agente della "ruggine" del frumento, la Puccinia graminis. Individuato il parassita del grano estende, nell'Orto botanico fiorentino, le ricerche ad altre piante, e individua una decina di parassiti crittogamici diversi. Mentre il phisicus fiorentino esegue le proprie osservazioni all'Orto fiorentino un altro dotto del Granducato di Toscana, il trentino Felice Fontana scopre la medesima crittogama nel proprio studio all'Università di Pisa 
La scoperta, confermata da due grandi naturalisti in uno stato dalle vivaci relazioni colturali, parrebbe dover accendere la competizione di nuove ricerche tra i naturalisti d'Europa. Invece, al di là della parallela scoperta, in Francia dell'agente della "carie" del frumento, la Tilletia tritici, da parte dell'ingegnere minerario Mathieu Tillet , e nonostante che l'opera di Fontana sia divulgata, a Londra, da sir Joseph Banks, il grande mecenate di studi botanici, trascorrerà quasi un secolo perché lo studio delle crittogame entri tra le discipline praticate nelle università europee. Nel lungo intervallo dotti onorati del titolo di scienziati affrontano lo studio delle malattie delle piante ricalcando i trattati di patologia umana, cercando di inquadrare le anomalie dello sviluppo delle piante, cioè, mediante concetti tipici della classificazione delle malattie degli organismi superiori, quali l'"indigestione", l'"astenia", l'"esaurimento", la "congestione" e l'"anemia". Si impegnano, nella prima metà dell'Ottocento, a classificare decine di "malattie" delle piante secondo la sintomatologia semeiotica due agronomi italiani che qualche storico della letteratura classifica grandi naturalisti, Filippo Re  e Carlo Berti Pichat, entrambi, singolarmente, docenti a Bologna 
A metà dell'Ottocento sono due calamità di gravità senza precedenti a imporre alla nuova scienza biologica di affrontare lo studio delle crittogame, l'infezione della patata, in Irlanda, da parte di un parassita americano, la peronospora, che nei tre anni seguenti il 1843 determina oltre un milioni di morti, e l'oidio della vite, che manifestatosi per la prima volta, in una serra inglese, nel 1842, si allarga rapidamente a tutti i vigneti europei minacciandone la distruzione. Campione delle scoperte che condurranno all'identificazione dei parassiti, quindi all'individuazione di sostanze chimiche anticrittogamiche è, dopo i precorrimenti dell'italiano Agostino Bassi, il tedesco Anton de Bary, che apre una strada che in pochi anni percorrono a gara, identificando parassiti diversi, gli studiosi Julius Kühn, Miles Joseph Berkeley, Paul Karl Moritz Sorauer e Louis René Tulasne. I primi mezzi di lotta possiamo ricordare, sono lo zolfo colloidale, i sali di rame e la calce. È grazie a quei primi rimedi che l'Europa poté continuare a coltivare frumento e patate, e a bere vino 

## Meccanismi di attacco dei patogeni

### 1ª fase inoculazione
L'inoculo è l'insieme dei propaguli (elementi infettivi di un patogeno). I propaguli sono diversi a seconda del tipo di patogeno. Si parlerà di micelio, spore e conidi nei funghi; di cellule batteriche; particelle virali nei virus.
I propaguli degli apparati di supporto saranno liberati (immessi nell'ambiente) in modo passivo attraverso: vento, pioggia, grandine e di altri fattori ambientali tra cui gli animali o in modo attivo attraverso la liberazione ad opera del patogeno stesso.
Quando i patogeni si trovano nell ambiente e vengono trasportati da vettori come vento, acqua, animale, e, si trovano a contatto con la pianta ospite, può avere inizio la fase di penetrazione. Attiva se il patogeno vi penetra attivamente; Passiva se il patogeno si serve di altri organismi viventi (funghi inferiori, fanerogame parassite).

### 2ª fase penetrazione
La penetrazione può avvenire (sempre in modo attivo) attraverso gli stomi, attraverso ferite provocate da vettori o cause accidentali o attraverso perforazione delle strutture protettive superficiali (penetrazione meccanico enzimatica).

### 3ª fase colonizzazione
In questa fase il patogeno si moltiplica e si diffonde all'interno dell'ospite. I sintomi della malattia compaiono dopo un periodo detto incubazione.